# Pablo Ortíz Orozco
Pablo Ortíz Orozco (Colima, Colima; 5 de abril de 2002) es un futbolista mexicano, juega como defensa y su equipo actual es el Querétaro F. C. de la Primera División de México.

## Inicios

### Querétaro Fútbol Club
Surgido de las fuerzas básicas del Querétaro Fútbol Club, pasaría por las categorías sub-17, sub-20 y sub-23.
Debutó en Primera División el 2 de septiembre de 2023 ante Tigres de la UANL entrando de cambio.
Anotó su primer gol el 12 de enero de 2024 en el empate a 2 ante Toluca, en la jornada 1 del Clausura 2024.